# دورين روتاريو
دورين روتاريو (بالرومانية: Dorin Rotariu)‏ (29 يوليو 1995 في رومانيا - ) هو لاعب كرة قدم روماني في مركز الهجوم. شارك مع منتخب رومانيا تحت 19 سنة لكرة القدم ومنتخب رومانيا تحت 21 سنة لكرة القدم ومنتخب رومانيا لكرة القدم. أما مع النوادي، فقد لعب مع إي زد ألكمار ودينامو بوخارست وموسكرون بيروفيلز ونادي كلوب بروج وFC Dinamo București II ‏ وبولي تيميشوارا ‏.

## وصلات خارجية
- دورين روتاريو على موقع الاتحاد الأوربي (الإنجليزية)
- دورين روتاريو على موقع قاعدة بيانات كرة القدم.إي يو (الإنجليزية)
- دورين روتاريو على موقع ناشيونال فوتبول تيمز (الإنجليزية)
- دورين روتاريو على موقع Soccerbase.com (لاعب) (الإنجليزية)
- دورين روتاريو على موقع Soccerway.com (الإنجليزية)
- دورين روتاريو على موقع عالم كرة القدم.نت (الإنجليزية)